# Futbol'nyj Klub Tom' 2014-2015
Questa voce contiene dati e statistiche per la stagione 2014-2015 del Tom' Tomsk.

## Stagione
Al primo anno dopo la retrocessione la squadra fallì il ritorno in massima serie, finendo quarto in campionato e perdendo lo spareggio promozione con l'Ural.
In Coppa la stagione finì subito a causa della sconfitta contro il Sibir' nell'unico incontro disputato.

## Rosa
| N. |                        | Ruolo | Calciatore                 |
| -- | ---------------------- | ----- | -------------------------- |
| 1  | Montenegro (bandiera)  | P     | Mladen Božović             |
| 3  | Russia (bandiera)      | D     | Aleksej Aravin             |
| 4  | Russia (bandiera)      | C     | Evgenij Baškirov           |
| 6  | Romania (bandiera)     | D     | Gabriel Mureșan            |
| 7  | Russia (bandiera)      | C     | Valerij Evgen'evič Sorokin |
| 8  | Russia (bandiera)      | C     | Al'bert Šaripov            |
| 9  | Russia (bandiera)      | A     | Igor Portnyagin            |
| 10 | Russia (bandiera)      | A     | Pavel Golyšev              |
| 11 | Russia (bandiera)      | C     | Pavel Ignatovich           |
| 13 | Bielorussia (bandiera) | C     | Pavel Njachajčyk           |
| 14 | Russia (bandiera)      | C     | Aleksandr Čerevko          |
| 17 | Russia (bandiera)      | A     | Ivan Temnikov              |

| N. |                       | Ruolo | Calciatore                |
| -- | --------------------- | ----- | ------------------------- |
| 18 | Russia (bandiera)     | P     | Petr Vašek                |
| 20 | Bulgaria (bandiera)   | D     | Živko Milanov             |
| 25 | Moldavia (bandiera)   | P     | Ilie Cebanu               |
| 29 | Rep. Ceca (bandiera)  | A     | Jan Holenda               |
| 30 | Slovacchia (bandiera) | D     | Kornel Saláta             |
| 32 | Rep. Ceca (bandiera)  | A     | Nikita Baženov            |
| 34 | Russia (bandiera)     | C     | Renat Sabitov             |
| 52 | Rep. Ceca (bandiera)  | D     | Martin Jiránek (capitano) |
| 63 | Russia (bandiera)     | D     | Denis Terentyev           |
| 83 | Russia (bandiera)     | C     | Sultan Aksanov            |
| 88 | Russia (bandiera)     | A     | Kirill Pančenko           |

## Risultati

### Campionato
| San Pietroburgo 6 luglio 2014 1ª giornata | Dinamo San Pietroburgo | 0 – 1 referto | Tom' Tomsk | SK Petrovskij (MSA) |

| Tomsk 12 luglio 2014 2ª giornata | Tom' Tomsk | 0 – 2 referto | Enisej | Stadio Trud |

| Samara 19 luglio 2014 3ª giornata | Kryl'ja Sovetov Samara | 2 – 1 referto | Tom' Tomsk | Stadio Metallurg (Samara) |

| Tomsk 27 luglio 2014 4ª giornata | Tom' Tomsk | 3 – 1 referto | Luč-Ėnergija | Stadio Trud |

| Chabarovsk 3 agosto 2014 5ª giornata | SKA-Ėnergija | 2 – 3 referto | Tom' Tomsk | Stadion SKA DVO im. V. I. Lenina |

| Tomsk 10 agosto 2014 6ª giornata | Tom' Tomsk | 3 – 0 referto | Chimik Dzeržinsk | Stadio Trud |

| Saratov 17 agosto 2014 7ª giornata | Sokol Saratov | 1 – 1 referto | Tom' Tomsk | Stadio Lokomotiv |

| Južno-Sachalinsk 24 agosto 2014 8ª giornata | Sachalin | 0 – 4 referto | Tom' Tomsk | Spartak Stadium |

| Tomsk 7 settembre 2014 9ª giornata | Tom' Tomsk | 2 – 2 referto | Tosno | Stadio Trud |

| Tjumen' 13 settembre 2014 10ª giornata | Tjumen' | 1 – 2 referto | Tom' Tomsk | Stadio Geolog |

| Tomsk 20 settembre 2014 11ª giornata | Tom' Tomsk | 1 – 1 referto | Sibir' | Stadio Trud |

| Jaroslavl' 29 settembre 2014 12ª giornata | Šinnik | 0 – 0 referto | Tom' Tomsk | Stadio Šinnik |

| Tomsk 5 ottobre 2014 13ª giornata | Tom' Tomsk | 1 – 0 referto | Anži | Stadio Trud |

| Kaliningrad 11 ottobre 2014 14ª giornata | Baltika | 1 – 2 referto | Tom' Tomsk | Stadio Baltika |

| Tomsk 19 ottobre 2014 15ª giornata | Tom' Tomsk | 1 – 1 referto | Volga Nižnij Novgorod | Stadio Trud |

| Astrachan' 25 ottobre 2014 16ª giornata | Volgar' Astrachan' | 1 – 3 referto | Tom' Tomsk | Stadio Centrale |

| Tomsk 2 novembre 2014 17ª giornata | Tom' Tomsk | 0 – 2 referto | Gazovik Orenburg | Stadio Trud |

| Krasnojarsk 8 novembre 2014 18ª giornata | Enisej | 0 – 3 referto | Tom' Tomsk |  |

| Tomsk 14 novembre 2014 19ª giornata | Tom' Tomsk | 1 – 0 referto | Kryl'ja Sovetov Samara | Stadio Trud |

| Vladivostok 18 novembre 2014 20ª giornata | Luč-Ėnergija | 0 – 0 referto | Tom' Tomsk | Stadio Dinamo |

| Tomsk 22 novembre 2014 21ª giornata | Tom' Tomsk | 1 – 0 referto | SKA-Ėnergija | Stadio Trud |

| Dzeržinsk 14 marzo 2015 22ª giornata | Chimik Dzeržinsk | 2 – 0 referto | Tom' Tomsk | Stadion Chimik |

| Krasnojarsk 18 marzo 2015 23ª giornata | Tom' Tomsk | 2 – 1 referto | Sokol Saratov | Manež Futbol-Arena Enisej |

| Tomsk 22 marzo 2015 24ª giornata | Tom' Tomsk | 2 – 2 referto | Sachalin | Stadio Trud |

| Tichvin 29 marzo 2015 25ª giornata | Tosno | 0 – 1 referto | Tom' Tomsk | Stadio Kirovec |

| Tomsk 5 aprile 2015 26ª giornata | Tom' Tomsk | 1 – 0 referto | Tjumen' | Stadio Trud |

| Novosibirsk 12 aprile 2015 27ª giornata | Sibir' | 1 – 1 referto | Tom' Tomsk | Manež «Zarja» |

| Tomsk 19 aprile 2015 28ª giornata | Tom' Tomsk | 4 – 0 referto | Šinnik | Stadio Trud |

| Kaspijsk 25 aprile 2015 29ª giornata | Anži | 6 – 0 referto | Tom' Tomsk | Anži-Arena |

| Tomsk 3 maggio 2015 30ª giornata | Tom' Tomsk | 0 – 1 referto | Baltika | Stadio Trud |

| Nižnij Novgorod 10 maggio 2015 31ª giornata | Volga Nižnij Novgorod | 0 – 5 referto | Tom' Tomsk | Stadio Lokomotiv |

| Tomsk 16 maggio 2015 32ª giornata | Tom' Tomsk | 2 – 2 referto | Volgar' Astrachan' | Stadio Trud |

| Orenburg 24 maggio 2015 33ª giornata | Gazovik Orenburg | 1 – 1 referto | Tom' Tomsk | Stadio Gazovik |

| Tomsk 30 maggio 2015 34ª giornata | Tom' Tomsk | 5 – 1 referto | Dinamo San Pietroburgo | Stadio Trud |

### Play-off
| Tomsk 3 giugno 2015 Andata | Tom' Tomsk | 0 – 1 referto | Ural | Trud Stadium |

| Tjumen' 7 giugno 2015 Ritorno | Ural | 0 – 0 referto | Tom' Tomsk | Stadio Geolog |

### Coppa di Russia
| Novosibirsk 31 agosto 2014 Quarto turno | Sibir' | 3 – 2 referto | Tom' Tomsk | Spartak Stadium |